# Делі (аеропорт)
Міжнародний аеропорт (імені) Індіри Ганді (англ. Indira Gandhi International Airport, гінді इन्दिरा गाँधी अंतर्राष्ट्रीय हवाई अड्डा, IATA: DEL, ICAO: VIDP) — аеропорт в Делі, Індія, названий на ім'я колишнього прем'єр-міністра Індії Індіри Ганді. Це найзавантаженіший аеропорт в Індії за числом рейсів та другий за пасажирообігом. Аеропорт є головним хабом цивільної авіації в Національному столичному регіоні. Раніше він використовувався ВПС Індії, але пізніше управління аеропортом було передане цивільній Адміністрації аеропортів Індії. У травні 2008 року управління аеропортом було передане організації Delhi International Airport Limited (DIAL), спільному підприємству під керівництвом компанії GMR Group, яка узяла на себе відповідальність за реконструкцію і розширення аеропорту.
У 2007 Міжнародний аеропорт Індіри Ганді обслужив близько 23 млн пасажирів, а за програмою розширення це число зросте до 100 млн на рік до 2030 року. Нова будівля Терміналу 3, що в наш час[коли?] будується та обійдеться в 1,94 млрд доларів, дозволить обслуговувати додатково 37 млн пасажирів на рік та стане другим терміналом у світі за пасажирообігом. Його відкриття буде приурочене до Ігор Співдружності 2010 року. У вересні 2008 року в аеропорту відкрилася злітно-посадочна смуга завдовжки 4,43 км, друга за довжиною злітно-посадочна смуга в Азії.